# 黑鷺屍體宅配便
《黑鷺屍體宅配便》（日语：黒鷺死体宅配便）是日本的漫畫作品，原作大塚英志。內容包括「731部隊」、「自殺社團」、「捨姥山」、「黑市器官走私」、「人體奧秘展」等議題。於2007年被秋田縣及福島縣、2009年被長崎縣根據「青少年保護條例」指定為有害圖書。

## 概要
5名佛教大學學生共同經營「黑鷺屍體宅配便」，因為每個人都擁有特殊能力，利用能力找到屍體、從屍體那聽到請求後，再將屍體送到想去的地方來換取金錢收入。但經常做白工。

## 登場人物

### 黑鷺屍體宅配便的成員
唐津九郎
主角。擁有類似靈媒般的能力，只要觸摸屍體的一部分就可以聽到死者的聲音（殘留思念）。可以藉由附身在自己身上的靈體「彌一」的力量讓屍體動起來。平常一副有氣無力的樣子，但是正義感強烈，沒辦法對有困難的人不管。東北地方出身。容貌特徵是光頭。
千代田佛教大學的畢業生。因為沒有寺廟、喪葬業相關家業的佛教大學生很難找到工作，所以與佐佐木等人共同經營「黑鷺屍體宅配便」，但生意不佳，所以也會接一般宅配的工作。
沼田真古人
唐津的夥伴。擁有探勘能力，但是沒辦法發現金子或水脈，只能發現屍體。個性單純富同情心。群馬縣出身。經常戴著墨鏡。是全部成員中最高的人，可以單憑腕力將卡車的前置玻璃粉碎。大部分的時候都是擔任司機的工作。
自稱6歲的時候為了想要淘金向我妻（あずま）學習探勘能力，從我妻那裡獲得墨鏡及「男人不能在人前流眼淚」這句話。向我妻學習探勘術的真正理由是為了尋找死去的家人遺體（父母和哥哥）。在和我妻重逢後知道了家人的遺體所在，但那裡已經變成高樓公寓。這件事情他並沒有讓「黑鷺」的成員們知道。和唐津一樣是佛教大學的畢業生。同樣在「黑鷺」工作。
佐佐木碧 / 齊藤碧<改名前>
「黑鷺」的提案者以及實質上的領導人。在「黑鷺」的前身「友之會」義工團擔任會長一職。沒有特殊能力，擅長利用網路收集情報再對唐津等人作出指示。除了與唐津等人共同經營「黑鷺」之外，同時也在大學研究所裡修臨床心理學的課程。
15年前父母與妹妹被殺害，之後就被親戚收養。和唯一生存下來的姊姊不合，彼此關係疏遠。
很有自己個人風格的美女，個性冷靜，喜歡穿著類似比基尼的服裝。好幾次遇到危險的時候都受到附身在唐津身上的靈「彌一」的幫助，有點在意唐津。可能是唐津同父異母的妹妹？
槙野慧子
擁有遺體處理（屍體修復）的執照。在日本人當中是少數曾在美國留學並取得資格的人。英語流利。個性開朗。在成員中是最年輕並且最嬌小的，外表看起來比實際年齡年輕許多。
小學的時候，母親在自己面前跳平交道自殺（父親不明）。那時的衝擊讓她始終無法回憶起母親生前的樣子，之後藉由谷田及凱雷艾雷斯的能力終於得以再看到母親的長相。
同樣是佛教大學的學生。在橫田美軍基地從事遺體修復、電影的特殊化妝等等與眾不同的打工。
谷田有志
左手套著據說可以與外星人通信的布偶。雙眼被瀏海蓋住而看不見。很熟悉都市傳說。個性比較軟弱。對於自己不像其他成員有著特殊能力、總是幫不上忙而感到有點自卑。
小學時，父親將汽車的廢氣瓦斯引入車中自殺而成為孤獨一人。自己因為所在位置的窗戶開了少許隙縫而存活下來，父母與妹妹夏美則全部死亡。因此，對他來說凱雷艾雷斯是唯一的家人。
與唐津一樣是佛教大學的畢業生。同樣在「黑鷺」工作。曾經有一段時間進入「楡禮儀」就職，但因為無法認同經營方針而回歸「黑鷺」。
凱雷艾雷斯
自稱是來自昴宿星的外星人。附身在谷田的左手手腕上的布偶，會隨著說話移動身體。個性活潑愛說話。總是因為太多話惹唐津或沼田生氣。有時候說話的語氣就像知道所有事情，好像有某種特殊能力可以察覺危險接近。自稱是「重複輪迴轉世成為最高級的宇宙靈的宇宙意志」。經常和谷田一起表演相聲，但不受歡迎。
彌一
附身在唐津身上的靈。唐津表示是「老朋友」。擁有強大的靈力，好幾次在「黑鷺」的成員們陷入危險的時候救了他們。目前一切都還是謎。

### 身邊的相關者
笹山徹
新宿區公所福祉課第一組組長。以前是負責殺人事件的刑警。禿頭，並且因為穿著的西裝風格，讓他看起來像是流氓。右腳是義肢所以必須依靠金属製的柺杖走路。頭的左斜上方有著很大的疤痕。因為執勤的新宿區有許多外國人的緣故，會說中國話、英語、西班牙語等等複數的外國語言。超級小氣，總是拜託「黑鷺」做一些免費又麻煩的工作。
香山珍妮
精神科的女醫生。佐佐木的課程講師，過去佐佐木父母被殺害受到驚嚇而患上PTSD病症時的主治醫生。看見屍體時很吃驚，但是看見唐津的能力反而不吃驚，佐佐木說「她是本質上少根筋的那種人」。是個經常上電視的美人，實際上年齡和笹山差不多。當精神科醫生的理由是討厭見到屍體，以及手不靈巧、手術會割傷病人，並且不懂縫合的緣故。
菊池結
女護士。和唐津有著同樣的靈媒體質，可以聽到死者的聲音，但只能聽到一句話而已。10年前發生的飛機事故唯一的生還者，靈媒的能力也是在事故後才有的。雖然從事醫療工作但是相信一些傳統的迷信。和唐津有著相似的能力。
笹山停
笹山徹的堂兄弟。大山田村的代理觀光課長。外表和徹非常相像。差別在於左腳是義肢，臉頰的右斜下方有傷痕。服裝是很普通的土氣西裝，性格和徹比起來相對較為穩重。
秋葉
專門處理心靈方面問題的偵探。使用靈槍「迦具土」讓靈體成佛。可以直接看到幽靈，並將幽靈拍進照片。多虧了他的力量讓唐津得以看見「彌一」的長相。
作者山崎峰水的另一部作品『MAIL』的主角。
萊娜・高恩
在美國俄亥俄州的大學學習法醫昆蟲學。暑假時在群馬的山裡認識的女性，因為對「黑鷺」的成員們很感興趣，所以成為佛教大學的交換留學生。
飯島一也
使用自己特製的AED讓死者復活的青年。使用特殊裝置讓死後數小時的人復活，讓死者去完成最後想做的事。這麼做的理由是，為他少年時代犯下的殺人事件贖罪。事件發生當時，由於大眾傳播把他的臉和名字公布，直到現在也沒辦法留在固定的地方，只好騎著腳踏車在街上四處兜轉。
真鍋
笹山以前的部下，現在是地方派出所的巡查。因為是與「殺害六部」傳説相關家系的子孫，所以雖然想和俄羅斯戀人塔妮亞・卡拉馬助夫結婚但被她的監護人反對。在「黑鷺」和帕西布的活躍下，最後終於被允許結婚。
大塚英志原案・脚本的『偵探儀式』當中的登場人物。
中島千早 / 五月芽衣<改名前>
擁有可以在每個人的肩膀上看見他人看不見的「老鼠」（她將自己的老鼠命名為「溫尼科特」）能力的少女。擁有人的惡意、殺意的「老鼠」體積會變大，千早看見後再用電子郵件在網路上作出預告。根據佐佐木所說，那就像是人的業障。
被發現手握沾滿血的兇器待在母親被刺殺的現場，而被當作刺殺母親的犯人。因為當時只有12歳所以被關在兒童自立支援設施，那之後，笹山作為觀護人領養她。特地轉學到私立華戸川女學院想要找出犯人。真正的犯人校長不但利用惡質的記者想要取得千早身上的證物，之後還意圖殺害她，但因為溫尼科特將校長的「老鼠」吃掉而得救。最後改了名字轉學到其他地方，由笹山一個當和尚的堂兄弟收養。

### 與「彌一」有關的人
謎之少女
擁有強大靈力的謎之少女。和「彌一」的母親一夥，想讓「彌一」消失，理由不明。
和頭白一起行動，可以讓死去的人復活。參考角色似乎是皮諾可（怪醫黑傑克身邊的少女）。
頭白慎吾
原東京都監察醫務院法醫。臉部有著和「彌一」很相像的大型傷痕。從前市內連續殺人事件的犯人（這個事件是笹山進入警視廳的第一個案件），將自己殺害的屍體親自驗屍解剖。事件發生當時，留給笹山一封犯罪自白書，然後被槍擊中死亡之後在故鄉土葬。但是，現在卻做為專門處理被殺或自殺屍體的現場専門清掃公司「白鷺屍體清掃服務」的一員潜伏著，以「鈴木 一郎」的名義活著。和謎之少女一樣想要讓唐津和「彌一」消失，理由不明。
臉部的傷痕，只有一部分是白髮的髮型以及職業是醫療相關，參考的模特兒是怪醫黑傑克。
彌一的母親（暫名）
過去懷著「彌一」的女性。故人。雖然是靈體，但是企圖將兒子的存在消除。率領著和她一樣是靈體的部下。
在番外篇「松岡國男妖怪退治」當中，有著和她同樣長相的女性黑鷺姫（くろさぎひめ）（關係不明）。
孝女老婆婆（暫名）
專職孝女的老婆婆。因為谷田的主意有段時間加入「黑鷺」從事孝女的工作。她在喪禮上大哭之後會讓其他出席者產生悲傷的心情，眼淚不知不覺流出來。與唐津的過去（出生）有關係，和「彌一」的母親好像也有關係，現在還不明。
井上伸次郎太
以前是流浪漢，後來是多虧笹山的幫助而得以進住安養中心的老人，大約80歲。在「黑鷺」的成員參加安養中心慰問活動表演時自然死亡。似乎是出身於都市傳說當中的大杉田村。數十年前朋友因為參加南京大屠殺而發瘋，將村子的人全部殺害，後來親手將他殺害。那時候，被他保護而活下來的嬰兒臉上的傷痕跟「彌一」非常酷似，現在當中的關連性還不清楚。
天子小姐
死在沼田新租的房屋裡的女性。似乎是久保千春（くぼ ちはる）的女兒，從出生後就一直被養在家裡的天花板裡面（發現屍體的時候，她的腳部肌肉完全不發達）。因為母親久保被頭白殺害，所以之後在天花板裡餓死。告訴唐津們殺害母親的犯人之後，在火化途中突然動了起來，並喊著憎恨「彌一」的語言襲擊唐津。原因可能是在火化前一晚頭白出現在靈安室，並告訴她被秘密養育在天花板中的「詛咒的元兇」的關係，但其意義為何現在不明。
因為她的屍體的體液從天花板漸漸滲透出來形成人形，因此被槙野命名為天花板的「天子小姐」。

### 楡禮儀公司
楡
大型葬儀企業「楡禮儀」的社長。12年前3歲的女兒被馬路魔殺害，妻子也因為被刀子刺中而始終是植物人狀態。犯人雖然被判死刑，但他卻無法釋懷。根據自己的經驗想出了「不共戴天」服務。
對唐津的能力感到很有興趣，曾經考慮與「黑鷺」合併但被拒絕了。之後因為利益一致所以會協助「黑鷺」。
楡睦美
楡的養女，擁有能讓死者死而復生的「反魂術」能力的少女。因為力量不完全的關係所以無法讓死者完全復活，被復活的死者經過一段時間後理性會消失而變的凶暴。
她的生父是奪走數人性命被判定死刑的殺人犯。為了復活被判死刑的生父，和楡合作「不共戴天」服務換取會幫她取得生父屍體的承諾。但她暗地裡擅自將「不共戴天」的犧牲者再次復活，讓他們襲擊當時的參加者。想要利用谷田破壞「不共戴天」的活動。
中井石丸
「楡禮儀」的顧問律師，楡的部下，是個斜視的老人。
死戶
「楡禮儀」的員工。擁有中醫師與屍體修復資格的木乃伊師父。渾身包著繃帶僅露出左眼的高大男子。有口吃的毛病。剛開始感覺是個沉悶的人，其實很愛開玩笑的樣子。協助「黑鷺」的成員們查明真相。
關於身上纏著的繃帶，本人說是在事故中受火傷的關係。但是，在這段發言之前，曾開玩笑說自己是在江戶時代被中醫師進口的木乃伊，因為「死者之書」被盜所以無法成佛，藉著睦美的力量復活。但是包覆身體的繃帶裏側寫著古代埃及文字，所以這個玩笑說不定是真的。真相不明。

### 樹海郵局的成員
小泉純太郎
「樹海郵局」的局長。從曾祖父那代開始持續經營郵局，但因為郵政民營化的關係而營業困難，於是利用樹海的特性推出新服務「幽遊包」。在和屍體接洽的過程中得知犯人是建設公司的業者，被看見經過的建設公司業者殺害。
名字的由來是小泉純一郎。
森口雪子
「樹海郵局」的局員。擁有靈媒的能力，屬於「草根型的巫女」，不是在樹海當中的話無法使用能力。從自殺的人那裡接受「幽遊包」的委託訂購。和純太郎是兩情相悅的樣子。純太郎死後，雖然很悲傷還是一個人努力的經營郵局。
純一郎
純太郎的愛犬。負責工作是在樹海内搜尋屍體。在飼主死後，由雪子負責飼養。
名字的由來和純太郎一樣是小泉純一郎。

### 機器人三人組
三人初出場時（第7卷第1話）的介紹為「筑場大學」，其後出場時又被改為「學園都市大學」。
共同特徵是都戴眼鏡，且都是動漫宅。
富野
大學機器人工學系的男學生。開發出動力輔助裝「助人君」的團隊的隊長。最愛『機動戰士鋼彈』，主張動力輔助裝應該要像鋼彈那樣由人類穿著駕駛的自動化西裝型。
名字來自『機動戰士鋼彈』的動畫監督富野由悠季。
手塚
大學機器人工學系的女學生。是開發動力輔助裝的團隊當中唯一的女性。最愛『原子小金剛』，主張動力輔助裝應該要擁有可以靠自我意識行動的電子腦。
名字來自『原子小金剛』的漫畫家手塚治虫。
永井
大學機器人工學系的男學生。動力輔助裝團隊當中的氣氛製造角色。最愛『無敵鐵金剛』，主張動力輔助裝應該是要像無敵鐵金剛那種超級機器人。
名字來自『無敵鐵金剛』的漫畫家永井豪。

### 事件相關者
山川
原偶像團體「驚嚇少女組」的成員山川有希的父親。對女兒進行性虐待。憎恨奪走她的女兒的戀人藤澤冬也。最後被自殺的女兒屍體抓住，並在同樣是自殺的藤澤屍體往他臉上吐出大口鮮血後倒下。雖然告訴「黑鷺」的成員說會去自首，但之後究竟有沒有自首就無從得知了。
筒井啟
槙野留學時的學長。是位技術優良的遺體處理師。現在是理髮沙龍「imagine」的經營者兼美容師，真面目是連續殺人犯，殺害數位女性後分屍，將屍體的一部分與其他屍體的一部分組合並樂在其中。（本人說是「為了製造完美的屍體藝術」）。最後因為犧牲者們的報復而發瘋。
柳川洋士
保險公司「第三人壽」保險精算課的精算師。他可以利用筆記本上的資料與特殊的電腦程式，計算出個人的死亡機率。利用這種方法將被保人叫到死亡機率高的地方，以此獲得高額的保險金。最後因為「彌一」的干涉，所以抹殺「黑鷺」成員的行動失敗，並且因為飛過上空的飛機零件掉落，直撃他的左眼而掉落暴漲的河中，與被他殺害的共犯遺體一起化為河中藻屑。
渕上一平
15年前，因為殺害佐佐木一家被判死刑的殺人犯（實際上只有殺害父親）。之後在「不共戴天」的服務中因為睦美的力量復活，在看見被林殺害的姊姊屍體後喪失理性暴走。最後在谷田的活躍下再度昇天。
林達夫
「日本富士見大學病院」的外科醫院下期院長候補。佐佐木翠的未婚夫。右手食指指尖上有痣。實際上是15年前殺害佐佐木母親與妹妹的真正犯人。連渕上一平的姊姊和子（かずこ）也一併殺害。15年前實習醫生時代因為醫療疏失將手術器具遺留在渕上一平的體内，為了掩飾犯罪而接近翠。希望利用「楡禮儀」的「不共戴天」將手術器具取出。最後在罪狀明朗之後，失去一切入獄。
佐佐木翠 / 齊藤翠<改名前>
佐佐木碧的姊姊。因為過去受到的衝擊，精神年齢始終停留在年幼狀態。頭髮有染色，喜歡穿著歌德蘿莉風的服裝。認識林之後，因為對他非常依賴，所以絕對不會違背林的指示。
哈米德・阿爾・穆罕默德
違法進入日本的伊拉克人。灣岸戰争後，偷渡到日本找工作卻被違法的臓器買賣組織綁架，在還活著的時候被活生生的將臓器取出。那之後因為被遣返總算是回到了伊拉克，卻因為伊拉克戰争開始的緣故，被捲入自爆炸彈死亡。屍體被當作是美國士兵運回了日本美軍基地，他向唐津懇求「想回到故郷」。唐津聽從他的願望，將他的屍體送回巴格達的家人身邊。
自殺生存遊戲參加者
網路社團「自殺生存遊戲」的其中一名參加者，規則是「為金錢困擾而考慮自殺的人，互相為對方保險並且彼此殘殺，生存下來的參加者可以獲得死掉的參加者的保險金」。被戴著牙齒矯正器，持有特殊警棒和刀的參加者襲擊殺害。為了殺掉偽裝成誘餌的谷田而出現。最後在唐津和沼田的追逐下自殺。自殺之前曾說出他已經殺害了5位參加者。
來自$%星系第三星球的意識體生命
過去附身在搭乘蘇聯製人工衛星的黑猩猩身上的恒星意識體，後來墜落在大山田村。因為大氣層的阻礙無法回到宇宙，根據唐津們的提議搭乘太空梭順利的回到宇宙。給黑鷺屍體宅配便的報酬是來自宇宙的廣告。
布草鷹四
屍體研究機關「布草蘇藝生物保存實驗工場」的所長。他其實是日中戰争時實行人體實驗的日本軍特殊部隊731部隊的生存者的子孫創造的秘密組織的領導人。和夥伴一起對活著的人反覆進行人體實驗，將實驗成果賣給各個國家。從人體實驗中嘗到快感的虐待狂。最後在實驗的犧牲者們的報復中和部下一起被殺害。
山田靜
秋葉的委託人，已經死亡的女性幽靈。就在她即將臨盆的那個月，被與她丈夫搞外遇的學生時代的朋友大久保幸枝殺害。那時候，肚子裡的胎兒出生，大久保想要連孩子一起殺害，卻被山田靜的幽靈附身。但是大久保有一瞬間奪回自我，殺死孩子並將屍體丟棄在硬幣寄物櫃。最後藉著秋葉的力量讓她成佛，大久保本人則是被警察逮捕。
寵物店的店長
寵物店「648」的店長。從世界各地輸入嚴禁進口的生物，並且在網路上拍賣違法販售。吃下被寄生蟲亞種寄生的蝸牛就會被寄生蟲寄生。被寄生後眼珠會像毛蟲一樣伸長突出，並因為想變成鳥而爬上電線桿之類的高處，一邊喊著「想變成鳥啊啊啊啊啊」一邊讓烏鴉啄食兩眼而死。
西村
在「千代田佛教大學」教授埃及考古學的男教授。因為每次都為了挖掘作業借錢的緣故，將不特定多數的人殺害，並利用屍體製造成木乃伊的偽造品販賣來集結資金。真相大白後被木乃伊襲擊。

## 特殊名詞
大杉田村
遭殺人狂屠滅的村子。是遊民井上伸次郎太的故鄉。名稱來源是日本都市傳說的杉澤村。
聽耳
擁有可聽到正常可聽域外聲音的特殊聽力。傳說擁有聽耳的人為了在轉生後不要再有這種能力，死後耳朵會被割下放到另外的耳塚埋葬。
不共戴天
楡禮儀公司提供給被害者家屬的精神協助的非正式服務。殺人犯等死刑罪犯在受刑之後，透過睦美的能力讓屍體復生，限制復生的死刑犯活動之後，讓被害者家屬親手殺掉藉以報復。由於在法律上，該死刑犯已死亡，故被害者家屬的行為並不算犯罪。

## 出版書籍
| 集數 | 角川書店       | 角川書店               | 台灣角川       | 台灣角川               |
| 集數 | 發售日期       | ISBN                   | 發售日期       | ISBN                   |
| ---- | -------------- | ---------------------- | -------------- | ---------------------- |
| 1    | 2002年11月27日 | ISBN 978-4-04-713527-7 | 2005年5月31日  | ISBN 978-986-729-943-7 |
| 2    | 2002年11月27日 | ISBN 978-4-04-713528-4 | 2005年9月1日   | ISBN 978-986-718-932-5 |
| 3    | 2004年2月2日   | ISBN 978-4-04-713600-7 | 2005年10月21日 | ISBN 978-986-718-958-5 |
| 4    | 2004年10月29日 | ISBN 978-4-04-713676-2 | 2005年12月22日 | ISBN 978-986-718-992-9 |
| 5    | 2005年8月26日  | ISBN 978-4-04-713749-3 | 2005年1月25日  | ISBN 978-986-174-009-6 |
| 6    | 2007年1月26日  | ISBN 978-4-04-713895-7 | 2007年8月24日  | ISBN 978-986-174-732-2 |
| 7    | 2007年8月25日  | ISBN 978-4-04-713961-9 | 2008年8月15日  | ISBN 978-986-174-771-2 |
| 8    | 2008年3月5日   | ISBN 978-4-04-715052-2 | 2009年3月28日  | ISBN 978-986-237-002-5 |
| 9    | 2008年8月5日   | ISBN 978-4-04-715093-5 | 2009年5月27日  | ISBN 978-986-237-104-6 |
| 10   | 2008年11月5日  | ISBN 978-4-04-715128-4 | 2009年11月7日  | ISBN 978-986-237-366-8 |
| 11   | 2009年3月5日   | ISBN 978-4-04-715204-5 | 2010年4月24日  | ISBN 978-986-237-624-9 |
| 12   | 2009年11月6日  | ISBN 978-4-04-715336-3 | 2010年9月21日  | ISBN 978-986-237-800-7 |
| 13   | 2010年2月4日   | ISBN 978-4-04-715380-6 | 2010年12月29日 | ISBN 978-986-237-987-5 |
| 14   | 2010年11月4日  | ISBN 978-4-04-715555-8 | 2011年5月28日  | ISBN 978-986-287-191-1 |
| 15   | 2011年10月4日  | ISBN 978-4-04-715790-3 | 2012年4月25日  | ISBN 978-986-287-663-3 |
| 16   | 2012年7月4日   | ISBN 978-4-04-120288-3 | 2013年1月19日  | ISBN 978-986-325-198-9 |
| 17   | 2013年2月4日   | ISBN 978-4-04-120562-4 | 2013年11月15日 | ISBN 978-986-325-614-4 |
| 18   | 2013年10月4日  | ISBN 978-4-04-120886-1 | 2014年7月10日  | ISBN 978-986-366-054-5 |
| 19   | 2014年4月4日   | ISBN 978-4-04-121020-8 | 2015年1月10日  | ISBN 978-986-366-333-1 |
| 20   | 2014年10月31日 | ISBN 978-4-04-102236-8 | 2015年7月7日   | ISBN 978-986-366-612-7 |
| 21   | 2016年4月27日  | ISBN 978-4-04-103084-4 | 2017年9月6日   | ISBN 978-986-473-866-3 |
| 22   | 2018年4月3日   | ISBN 978-4-04-106713-0 | 2020年4月27日  | ISBN 978-957-743-651-1 |
| 23   | 2018年5月2日   | ISBN 978-4-04-106714-7 | 2020年4月27日  | ISBN 978-957-743-652-8 |
| 24   | 2018年12月4日  | ISBN 978-4-04-107488-6 | 2020年8月24日  | ISBN 978-957-743-897-3 |
| 25   | 2019年7月4日   | ISBN 978-4-04-108240-9 | 2020年8月24日  | ISBN 978-957-743-898-0 |
| 26   | 2019年12月28日 | ISBN 978-4-04-108932-3 | 2020年8月24日  | ISBN 978-957-743-899-7 |
| 27   | 2020年7月3日   | ISBN 978-4-04-109638-3 |                |                        |
| 28   | 2020年12月28日 | ISBN 978-4-04-110929-8 |                |                        |
| 29   | 2024年6月4日   | ISBN 978-4-04-114828-0 |                |                        |
| 30   | 2025年2月4日   | ISBN 978-4-04-115783-1 |                |                        |
| 31   | 2025年8月5日   | ISBN 978-4-04-116416-7 |                |                        |

角川恐怖文库、已出版5卷
| 集數 | 角川書店       | 角川書店               |
| 集數 | 發售日期       | ISBN                   |
| ---- | -------------- | ---------------------- |
| 1    | 2006年3月10日  | ISBN 978-4-04-419121-4 |
| 2    | 2008年1月25日  | ISBN 978-4-04-419123-8 |
| 3    | 2008年8月23日  | ISBN 978-4-04-419125-2 |
| 4    | 2009年2月25日  | ISBN 978-4-04-419126-9 |
| 5    | 2009年12月25日 | ISBN 978-4-04-419129-0 |

便利漫畫
- 『黒鷺死体宅配便傑作セレクション 都市伝説編』

1. 2008年8月 ISBN 978-4-04-854214-2

外傳《黑鷺屍體宅配便spin-off 松岡國男退魔紀實》

| 集數 | 角川書店      | 角川書店               | 台灣角川       | 台灣角川               |
| 集數 | 發售日期      | ISBN                   | 發售日期       | ISBN                   |
| ---- | ------------- | ---------------------- | -------------- | ---------------------- |
| 1    | 2011年1月26日 | ISBN 978-4-04-715404-9 | 2012年7月4日   | ISBN 978-986-287-772-2 |
| 2    | 2012年7月23日 | ISBN 978-4-04-120339-2 | 2013年1月16日  | ISBN 978-986-325-170-5 |
| 3    | 2013年7月26日 | ISBN 978-4-04-120838-0 | 2014年4月3日   | ISBN 978-986-325-918-3 |
| 4    | 2014年1月23日 | ISBN 978-4-04-120984-4 | 2014年12月20日 | ISBN 978-986-366-287-7 |

## 外部連結
- 「黑鷺屍體宅配便」Young Ace作品網頁 （页面存档备份，存于）